# Mali Ban
Mali Ban je naselje u slovenskoj Općini Šentjerneju. Mali Ban se nalazi u pokrajini Dolenjskoj i statističkoj regiji Donjoposavskoj regiji. 

## Stanovništvo
Prema popisu stanovništva iz 2002. godine naselje je imalo 25 stanovnika.